# Josep Maria Martí i Bonet
Josep Maria Martí i Bonet (Terrassa, Vallès Occidental, 15 de juny de 1937) és un historiador, arxiver i escriptor català. Fill d'Isidre Martí Bonastre, d'ofici impressor, i de Rosa Bonet Palet. Fou ordenat sacerdot el 17 de setembre de 1961. És capellà de la Casa General de les “Hermanas Misioneras de la Natividad de Nuestra Señora” (Darderes, 1972) i canonge de l'Església Catedral de Barcelona des del 1988.

## Formació i estudis
Va néixer el 15 de juny de 1937 a Terrassa. Va estudiar Filosofia i Humanitats al Seminari de Barcelona (1949-1957), i es va llicenciar en Teologia per la Universitat Pontifícia de Salamanca (1962), es va diplomar en Paleografia, Diplomàtica i Arxivística (Arxiu Secret del Vaticà, 1971). El 1972 es va doctorar en Història de l'Església per la Pontifícia Universitat Gregoriana de Roma i va fer estudis de Biblioteconomia a la mateixa ciutat.

## Càrrecs
Ha estat director de l'Arxiu Diocesà de Barcelona, de la Biblioteca Pública Episcopal de Barcelona (14/11/1972-11/11/2018) i del Museu Diocesà de Barcelona, delegat episcopal del Patrimoni Cultural de l'Arquebisbat de Barcelona i membre fundador del Secretariat Interdiocesà de Custòdia i Promoció de l'Art Sacre de Catalunya (SICPAS). Membre del consell redactor de la revista Analecta Sacra Tarraconensia, president de la Fundació Sanabre de Barcelona, membre de l'Institut Eclesiàstic d'Història de Roma des de 1972 i de l'Institut Amatller d'Art Hispànic des de 1990. Arxipreste i conservador de la Catedral de Barcelona (1997- ), membre vitalici del Centre d'Art Contemporani de la Rectoria de Sant Pere de Vilamajor (2010- ), exmembre del Consell Executiu de la Junta de Museus de Catalunya (1989-2012). Des del 1988 és canonge de la Catedral de Barcelona.
Ha estat secretari (1981-1985) i president (1985-2001) de l'Associació d'Arxivers de l'Església a Espanya. Entre els anys 1984 i 1986 va ser membre de la Comissió assessora d'Arxius de la Generalitat, i del Consell de Cultura de Catalunya (1981- 1983). Membre de la Comissió Mixta Estat espanyol i Església (1983- 1987) i del Patronat del Monestir de Sant Cugat (1986- 2004). Membre del consell de redacció de les revistes Hispània Sacra (1985-1991) i Taüll (1985- ). I membre de la Fundació Soler i Palet de Terrassa (1973-1980) i de la Junta de Museus de Terrassa (1978-1979). El 1992 va ser comissari de la Secció d'Art del Pavelló de Catalunya a l'Exposició Universal de Sevilla.

## Activitat professional[calcitació]
Després dels seus estudis a la Universitat Pontifícia de Salamanca va ser professor i superior del Seminari Menor de Barcelona (1962-1966). Del 1972 fins a l'any 2004 fou professor de metodologia i història de l'Església en la Facultat de Teologia de Catalunya; des del 2004 és professor emèrit de les Facultats de Teologia i Filosofia de Catalunya; des del 1985 és professor d'història de l'Església a l'Institut Superior de Ciències religioses de Barcelona; va ser professor de l'Escuela de Documentalistas de Madrid entre el 1985 i 1989 i del màster en Arxivística a les universitats Autònoma de Barcelona i Madrid entre 1988 i 1990.
L'any 1972 va iniciar la remodelació de l'Arxiu Diocesà de Barcelona i de la Biblioteca Episcopal. El 1975 va proposar, sota la direcció de la Secretaría del Episcopado Español, el canvi de formularis dels llibres sacramentals. La Conferència Episcopal Espanyola i la Tarraconense van acceptar oficialment aquests formularis (en català, castellà i eusquera) adaptats a la informàtica i la microfilmació. El 1981 va iniciar l'organització de l'Arxiu de la Conferència Episcopal Espanyola. L'any 1989, amb la col·laboració de Blanca Montobbio i Pere Jordi Figuerola, va iniciar la catalogació del Museu Diocesà i a la vegada la remodelació de l'insigne edifici de la Pia Almoina de Barcelona per a la definitiva instal·lació del Museu Diocesà de Barcelona. Entre els anys 1995 i 2004 col·laborà en les tasques de restauració de l'església de Sant Pere de Terrassa (Seu d'Ègara). Des del 1998 promou, juntament amb Joan Guiteras Vilanova, el pla de remodelació i restauració de la Catedral de Barcelona i també la restauració de l'església de Santa Maria del Pi, la basílica de Sants Just i Pastor i la restauració de Santa Maria del Mar de Barcelona.
Com a director del Museu Diocesà de Barcelona ha impulsat dos centenars d'exposicions, de les quals cal destacar: Thesaurus (1985); Les edats de l'home (1988); Millenum (1989), (que va esdevenir un èxit de públic, i que a més va convertir-se en itinerant i va visitar vuit ciutats catalanes); Splendor Vallès I i II (1991, 1992); la sèrie Selecta que consta de set edicions (1991-1996); Scripturaria: els llibres i documents al llarg de la història (2001); Gaudí: l'home i la seva obra (2002); Modigliani al cor de París (2004), La dona del quadre (2007), Albéniz (2009), Gustave Courbet entre natura i pintura (2010), Art Coiffure: The Raffael Pagès Collection (2010), La Bíblia, paraula i imatge (2011). De totes elles ha participat en els respectius catàlegs.

## Reconeixements i homenatges
El 7 d'abril de 2022 es va inaugurar al Museu Diocesà de Barcelona l'exposició Fides ex auditu: mig segle amb el patrimoni de l'Església, que commemora els 50 anys de Martí i Bonet com a director de l'Arxiu Diocesà de Barcelona i de la Biblioteca Pública Episcopal del Seminari.

## Distincions[7]
Posseeix diversos premis, dels quals cal destacar: 
- Terrassenc de l'any (1978)[26]
- Premi Sant Ramon de Penyafort de Vilafranca del Penedès (1984)
- Soci d'honor dels Amics dels Goigs (1984)
- Medalla d'or dels Amics dels Museus de Catalunya (1986)
- Creu de Sant Jordi (1990)
- Premi Palau – Investigació Científica (1993)
- Medalles d'or dels antiquaris i col·leccionistes de Catalunya (1994)
- Medalla d'or del Centre Filatèlic de Catalunya (1997)
- Acadèmic d'honor de la Reial Acadèmia Catalana de Belles Arts de Sant Jordi (2010)

## Obres destacades
Ha escrit un gran nombre de publicacions sobre art i història de l'Església, especialment referides a Catalunya, entre les quals destaquen:
- Evolució paleogràfica del nom de Terrassa (1975)
- Roma y las iglesias particulares en la concesión del palio a los obispos y arzobispos de Occidente : año 513-1143 (1976, tesi doctoral)
- Epistolario del Dr. Masmitjà, fundador de la Congregación de religiosas Corazón de María (1981)
- Las Visitas pastorales y los 'comunes' del primer año del pontificado del obispo de Barcelona Ponç de Gualba (1983)
- Barcelona i Ègara-Terrassa : història primerenca fins l'alta edat mitjana de les dues esglésies diocesanes (2004)
- La Catedral de Barcelona: història i històries (2010).

I també ha participat en obres col·lectives com:
- 83 pergamins del Monestir de St. Llorenç de Terrassa (segles X-XI) (1978)
- El Convent i la Parròquia de Sant Agustí de Barcelona : notes històriques (1980)